# Neukirch (Badenia-Wirtembergia)
Neukirch – miejscowość i gmina w Niemczech, w kraju związkowym Badenia-Wirtembergia, w rejencji Tybinga, w regionie Bodensee-Oberschwaben, w powiecie Jezioro Bodeńskie, wchodzi w skład wspólnoty administracyjnej Tettnang. Gmina zalesiona o zabudowie wiejskiej, utrzymuje się głównie z agroturystyki, popularnej z racji na liczne rezerwaty przyrody, trasy rowerowe i trekkingowe oraz widok na znajdujące się kilkadziesiąt kilometrów dalej szczyty alpejskie w Austrii i Szwajcarii.

## Położenie
Znajduje się w górzystym i zalesionym regionie, pomiędzy pierwszymi górami pasma Alpejskiego a Jeziorem Bodeńskim, na północ od rzeki Argen.
Graniczy z miastem Tettnang na zachód i południowy zachód, Wangen im Allgäu na północ i Bodnegg (Landkreis Ravensburg). Graniczy również z Bawarią.

## Podział admninistracyjny
W skład gminy wchodzi zarówno sama miejscowość Neukirch, jak i liczne miejscowości – Goppertsweiler, Wildpoltsweiler, Weiler Bernried, Blumegg, Elmenau, Gunzenweiler, Hinteressach, Litzelmannshof, Matzenweiler, Oberlangensee, Oberrussenried, Summerau, Uhetsweiler, Unterlangensee, Unterrussenried, Vorderessach i Wittenberg, oraz osady Aberlingsbühl, Bechenhütten, Bernaumühle, Ebersberg, Flunau, Hinterburg, Landolz, Neuhaus, Reisenbronn, Sackweiher, Schnaidt, Vorderburg i Zannau.

## Ekologia
Uchwałą rady regionu Tybinga i urzędu Bodenseekreis, odpowiedzialnego za określanie regionów objętych ochroną, wskazano trzy okręgi w ramach gminy Neukirch, objęte specjalną ochroną krajobrazową (polodowcowe brzegi rzek Argental i Argenau, morena polodowcowa Ebersberg i Mahlweiler oraz Wzgórze 585,1 koło Gunzenweiler i Litzelmannshof) oraz dziesięć rezerwatów przyrody: Argen, Auweiher, Buchbach, Ebersberger Weiher, Gemsenweiher, Hüttensee, Hüttenwiesen, Igelsee, Jägerweiher oraz Kreuzweiher-Langensee.

## Komunikacja
Gmina posiada jedynie komunikację drogową. Większość dróg, nawet lokalnych i rolniczych, jest asfaltowa. Wyjątek stanowią tu leśne drogi techniczne, niedostępne dla ruchu publicznego. Część osad na terenie gminy ogranicza dostęp samochdowy jedynie dla mieszkańców.
Główną osią komunikacji jest droga landowa L333, zapewniająca połączenie z Tettnang oraz przebiegająca niedaleko Autostradą A96. Autobusowa komunikacja publiczna, umożliwiająca dotarcie do lotniska oraz stacji kolejowej we Friedrichshafen (linia 7586) i Wangen im Allgäu (linia 7545).